# Stuart Antman
Stuart S. Antman (Brooklyn, 2 de junho de 1939) é um matemático estadunidense, que trabalha com mecânica do contínuo e análise não-linear.

## Obras
- Editor com Joseph B. Keller Bifurcation theory and nonlinear eigenvalue problems (Courant Institute Lecturenotes 1967), Benjamin 1969 (darin von Antman: Equilibrium states of nonlinearly elastic rods)
- The theory of rods, in Clifford Truesdell (Hrsg.) Mechanics of Solids II, Handbuch der Physik, Band IVa/2, Springer Verlag 1972, S. 641-703
- Nonlinear problems in elasticity, Springer Verlag, 1995, 2. Auflage 2005
- Nonlinear continuum physics, in B. Engquist, W. Schmidt (Hrsg.) Mathematics Unlimited: 2001 and Beyond, Springer Verlag 2001